# La Bastide, Pyrénées-Orientales
La Bastide (în catalană La Bastida) este o comună în departamentul Pyrénées-Orientales din sudul Franței. În 2009 avea o populație de 90 de locuitori.

## Evoluția populației
| An        | 1975 | 1982 | 1990 | 1999 | 2006 | 2009 |
| --------- | ---- | ---- | ---- | ---- | ---- | ---- |
| Populație | 70   | 65   | 64   | 61   | 99   | 90   |